# Альберто Молейро
Альберто Молейро (ісп. Alberto Moleiro, нар. 30 вересня 2003, Санта-Крус-де-Тенерифе) — іспанський футболіст, півзахисник клубу «Лас-Пальмас».
Виступав, зокрема, за клуб «Лас-Пальмас Атлетіко», а також молодіжну збірну Іспанії.

## Клубна кар'єра
Народився 30 вересня 2003 року в місті Санта-Крус-де-Тенерифе.
У дорослому футболі дебютував 2019 року виступами за команду «Лас-Пальмас Атлетіко», в якій провів один сезон, взявши участь у 4 матчах чемпіонату. 
До складу клубу «Лас-Пальмас» приєднався 2021 року. Станом на 11 лютого 2024 року відіграв за клуб з міста Лас-Пальмас-де-Ґран-Канарія 89 матчів у національному чемпіонаті.

## Виступи за збірні
У 2021 році дебютував у складі юнацької збірної Іспанії (U-19), загалом на юнацькому рівні взяв участь у 8 іграх, відзначившись одним забитим голом.
У 2022 році залучався до складу молодіжної збірної Іспанії. На молодіжному рівні зіграв у 2 офіційних матчах.